# Cynolebias microphthalmus
Cynolebias microphthalmus es una especie de pez de la familia de los rivulinos en el orden de los ciprinodontiformes.

## Morfología
Los machos pueden alcanzar los 12 cm de longitud total y las hembras los 5,02 cm.

## Distribución geográfica
Se encuentran en Sudamérica: Brasil.